# دهستان سومرو
دهستان سومرو (به لاتین: Sõmeru Parish) یک دهستان در استونی است که در شهرستان لنه-ویرو واقع شده‌است. دهستان سومرو ۱۶۸٫۲۹ کیلومتر مربع مساحت و ۳٬۸۸۵ نفر جمعیت دارد.